# Ndokobou I
Ndokobou I ou Ndokbou I est un village du Cameroun situé dans la région du Centre et le département du Mbam-et-Inoubou. Il fait partie de la commune de Ndikiniméki.

## Population
En 1964, le village comptait 169 habitants, principalement Banen.
Lors du recensement de 2005, on y dénombrait 272 personnes.
Le chef du village Ndokobou I est S.M Bossek Jean Marie, qui a succédé à S.M Yembe Christophe. Il exerce son autorité coutumière conformément aux traditions locales et aux dispositions administratives encadrant la chefferie traditionnelle au Cameroun. Son rôle inclut la médiation sociale, la gestion des conflits locaux et la représentation du village auprès des autorités administratives.

## Biodiversité
Les forêts de Ndokbou I sont extrêmement importantes pour leurs grandes populations d’éléphants de savane d’Afrique (Loxodonta africana, EN), d’éléphants de forêt d’Afrique (Loxodonta cyclotis, CR) et de plusieurs espèces de primates. Il s’agit notamment du chimpanzé du Nigeria et du Cameroun (Pan troglodytes ellioti, EN), du colobe rouge de l’Ouest (Piliocolobus badius, CR), du drill (Mandrillus leucophaeus, EN) et de la population de gorilles (Gorilla gorilla, EN) découverte par les scientifiques en 2002 et complètement isolée des autres sous-espèces, aucune autre population n’ayant été trouvée dans un rayon de 200 kilomètres.
la zone Ebo-Ndokbou, est considérée comme l’un des meilleurs habitats du chimpanzé Nigeria-Cameroun au Cameroun. Le chimpanzé Nigeria-Cameroun est le chimpanzé le plus menacé au monde, endémique à seulement deux pays africains : le Nigeria et le Cameroun (Morgan et al., 2011). Les connaissances actuelles sur sa population sont limitées et reposent principalement sur des estimations approximatives (Morgan et al., 2011). Cette sous-espèce de grand singe se trouve dans le hotspot de biodiversité du golfe de Guinée, situé en Afrique équatoriale occidentale (Morgan et al., 2011). Elle ne survit que dans des habitats forestiers situés du sud du Nigeria jusqu’à l’ouest du Cameroun, au nord du fleuve Sanaga. Il s’agit également de la sous-espèce de chimpanzé commun la plus récemment reconnue, et on estime qu’il ne resterait que 3 500 individus à l’état sauvage, ce qui en fait une espèce en danger (EN) (Morgan et al., 2011). Les menaces à sa survie comprennent : le braconnage, la perte d’habitat, l’exploitation forestière, le commerce illégal de viande de brousse, les maladies, la fragmentation des populations et les changements climatiques (Sesink Clee et al., 2015).